# 双桥区
双桥区是河北省承德市下辖的一个市辖区，也位在承德城区中心，是承德市政府所在地。區人民政府駐中华路街道常王府胡同45号。

## 气候
年均气温5.6℃

## 人口
第七次人口普查數據顯示，截至2020年11月1日，雙橋區（不含承德高新區代管部分）常住人口為358431人。

## 行政区划
双桥区下辖7个街道办事处、7个镇：
西大街街道、头道牌楼街道、潘家沟街道、中华路街道、新华路街道、石洞子沟街道、桥东街道、水泉沟镇、狮子沟镇、牛圈子沟镇、大石庙镇和双峰寺镇。
冯营子镇、上板城镇由承德高新技术产业开发区代管。

## 世界文化遗产
“避暑山庄”、“外八庙”，在1994年时被联合国教科文组织列入世界文化遗产。